# Andrei Nikolajewitsch Kolmogorow

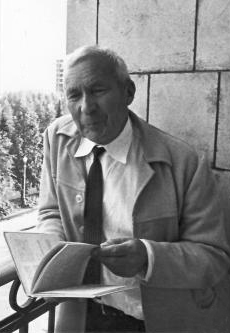
Andrei Nikolajewitsch Kolmogorow

Andrei Nikolajewitsch Kolmogorow (russisch Андре́й Никола́евич Колмого́ров Ausspracheⓘ, wissenschaftliche Transliteration Andrej Nikolaevič Kolmogorov; * 12.jul. / 25. April 1903greg. in Tambow; † 20. Oktober 1987 in Moskau) war ein sowjetischer Mathematiker und einer der bedeutendsten Mathematiker des 20. Jahrhunderts. Kolmogorow leistete wesentliche Beiträge auf den Gebieten der Wahrscheinlichkeitstheorie und der Topologie, er gilt als Begründer der Algorithmischen Komplexitätstheorie. Seine bekannteste mathematische Leistung war die Axiomatisierung der Wahrscheinlichkeitstheorie.
Als Doktorand arbeitete und publizierte er außerdem über Logik und Fourierreihen, später über die Anwendung der Wahrscheinlichkeitstheorie in der Turbulenz und der klassischen Mechanik.

## Leben und Werk
Kolmogorows Mutter starb bei seiner Geburt am 25. April in Tambow. Sie war auf dem Weg von der Krim nach Tunoschna bei Jaroslawl, wo ihr Vater Jakow Stepanowitsch Kolmogorow lebte (er stammte aus dem Adel und war bis zur Revolution Großgrundbesitzer). Sein Vater Nikolai Katajew war Sohn eines Priesters und Landwirt. (Nach der Revolution kehrte er aus dem Exil zurück und hatte einen Posten beim Landwirtschaftsministerium. 1919 fiel er im Bürgerkrieg.) Die Eltern waren nicht verheiratet, und sein Vater kümmerte sich nicht um den Sohn, so dass er von der Schwester seiner Mutter, Wera Jakowlewna Kolmogorowa, in Tunoschna großgezogen wurde. Sie und ihre Schwestern organisierten nach damals fortschrittlichen pädagogischen Ideen eine kleine Schule, die auch Kolmogorow besuchte. Nach dem Umzug nach Moskau 1910 und dem Besuch eines privaten, nach der Revolution öffentlichen Gymnasiums (organisiert von Jewgenia Repman und Wera Fedorowa) schloss er 1920 die Schule ab, arbeitete eine Weile als Schaffner bei der Eisenbahn und besuchte ab 1920 die Universität Moskau sowie parallel dazu das Mendelejew-Institut für Chemie und Technologie. Neben Mathematik studierte er russische Geschichte (bei S. W. Bachruschin, wobei er sich mit Katastern von Landbesitzern im Nowgorod des 15. und 16. Jahrhunderts befasste) und Metallurgie. 1921 nahm ihn Nikolai N. Lusin als Schüler an.
1922 publizierte Kolmogorow erste Ergebnisse in der Deskriptiven Mengentheorie, 1923 eine Arbeit in Fourieranalysis, die ihn international bekannt machte (siehe unten), und er veröffentlichte acht Arbeiten über Integrationstheorie, Fourieranalyse sowie erstmals ab 1925 über Wahrscheinlichkeitstheorie. Nach seinem Studienabschluss 1925 begann er seine („kleine“) Promotion bei Lusin, die er 1929 beendete.
1923 konstruierte er eine {\displaystyle L^{1}}-integrable Funktion, deren Fourierreihe fast überall divergiert (und 1926 eine, deren Fourierreihe nirgends konvergiert), entgegen Vermutungen seines Lehrers Lusin, der die punktweise Konvergenz der Fourierreihen vermutete. Diese Ergebnisse machten Kolmogorow international bekannt. Für quadratintegrable Funktionen (Klasse {\displaystyle L^{2}}) vermutete man ebenfalls lange, dass sich Gegenbeispiele finden lassen würden, bis Lennart Carleson 1966 Lusins Vermutung für diese Klasse bewies.
1925 (und wieder 1932) befasste er sich auch mit der intuitionistischen Logik von Brouwer, die er zu formalisieren suchte.
Auf Reisen an die Wolga und in den Kaukasus schloss er eine lebenslange Freundschaft mit Pawel Alexandrow, mit dem er 1930/31 Studienreisen nach Göttingen, München und Paris unternahm. 1931 wurde er als ordentlicher Professor an die Universität Moskau berufen. Kolmogorow wohnte später mit Alexandrow zusammen in einer Datscha, die beide 1935 in Komarowka bei Moskau kauften und wo sie viele berühmte Mathematiker empfingen und regelmäßig mit ihren Schülern arbeiteten. Sie fuhren gemeinsam in Urlaub und auf Kongresse. Als Lusin 1946 die Aufnahme Alexandrows in die Akademie der Wissenschaften ablehnte, kam es zu einem Eklat, als Kolmogorow seinen ehemaligen Lehrer Lusin öffentlich ohrfeigte, was bis zu Stalin drang. Kolmogorow hatte sich schon zuvor mit Lusin zerstritten, als Kolmogorow mit Alexandrow und anderen einer der jungen Mathematiker war, die 1936 eine Kampagne gegen Lusin betrieben (Lusin-Affäre, siehe Artikel Nikolai Lusin). Die Freundschaft mit Alexandrow wurde auch als homosexuell beschrieben, was in der damaligen Sowjetunion allerdings unter Strafe stand und deshalb nicht öffentlich geäußert wurde. Nach Robert MacPherson war es aber ein offenes Geheimnis und die Ohrfeige, die Kolmogorow Lusin gab, als sein Freund Alexandrow nicht in die Akademie der Wissenschaften gewählt wurde, eine Reaktion auf eine Anspielung Lusins wegen deren Homosexualität. Beim Tod von Alexandrow  1982 würdigte Kolmogorow diese Freundschaft als Quelle seines Glücks über 53 Jahre. Kolmogorow verbrachte vier Tage der Woche auf seiner Datscha, wo er sich auch regelmäßig sportlich betätigte (Rudern und Schwimmen im Fluss, Skilanglauf im Winter und Wanderungen bis zu 50 km). Kolmogorow war passionierter Bergsteiger.
Juni 1930 bis März 1931 war er im Ausland in Göttingen, Paris und München. 1931 wurde er Professor an der Universität Moskau (1940 umbenannt in Lomonossow-Universität) und war dort von 1933 bis 1939 Direktor des Instituts für Mathematik und Mechanik.

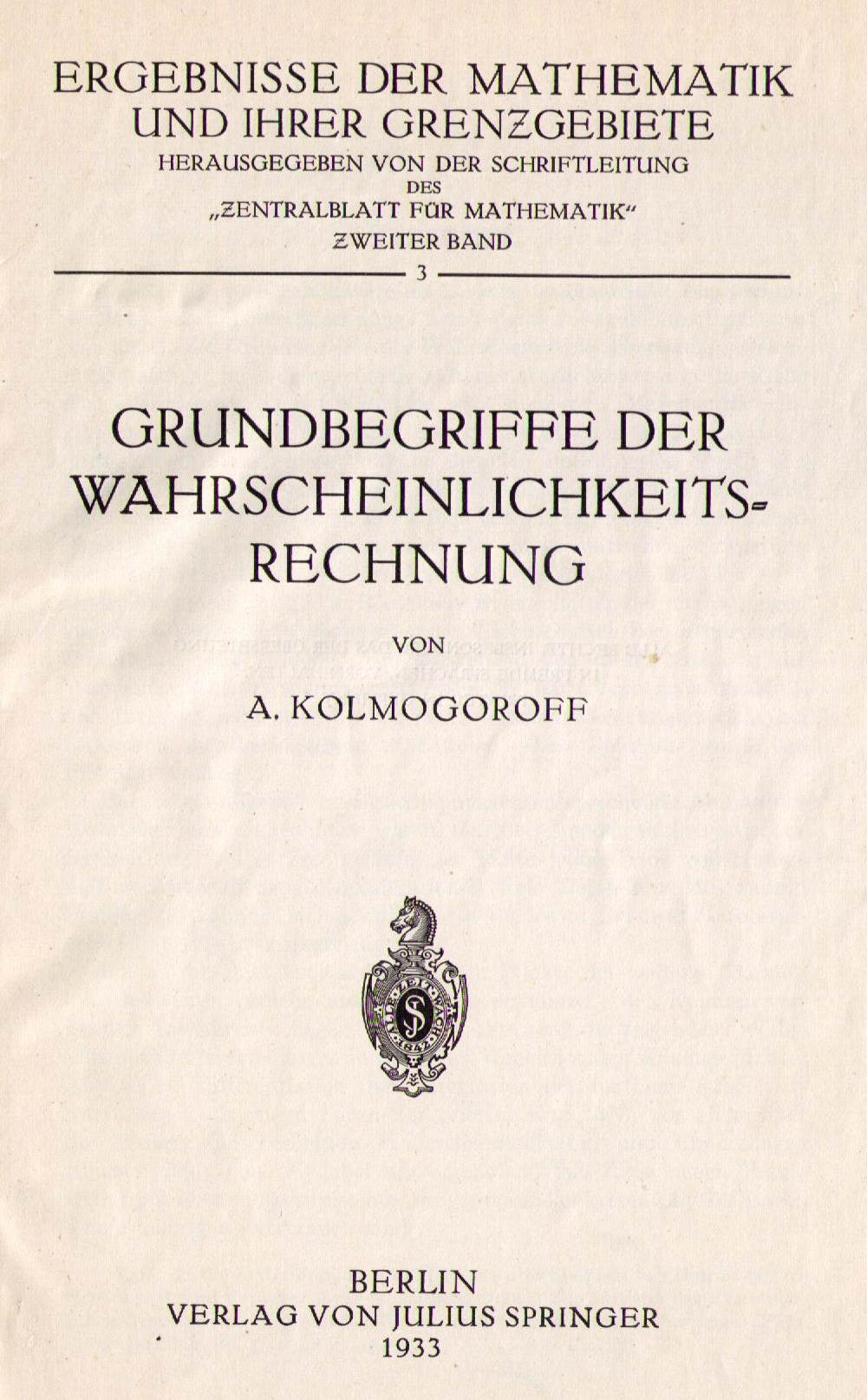
Originalausgabe seines Buchs Grundbegriffe der Wahrscheinlichkeitsrechnung, 1933

1933 erschien Kolmogorows Lehrbuch Grundbegriffe der Wahrscheinlichkeitsrechnung auf Deutsch beim Heidelberger Springer-Verlag, in dem er seine Axiomatisierung der Wahrscheinlichkeitstheorie vorstellt.
1934 veröffentlichte Kolmogorow seine Arbeit über Kohomologie und erreichte über die „große“ Promotion den Doktorgrad in Mathematik und Physik. Er stellte das Kohomologie-Konzept auf der internationalen Tagung für Topologie 1935 in Moskau vor, welches unabhängig von Kolmogorow von James W. Alexander in den 1930er Jahren eingeführt wurde. 1939 wurde er volles Mitglied der Russischen Akademie der Wissenschaften (und Sekretär von dessen mathematisch-physikalischer Abteilung) und erhielt den Lehrstuhl für Wahrscheinlichkeitstheorie an der Lomonossow-Universität, den er bis 1966 hatte. Außerdem wurde er Leiter der Abteilung Wahrscheinlichkeitstheorie am Steklow-Institut, was er bis 1958 blieb. 1942 heiratete er seine Schulfreundin Anna Dmitrijewna Jegorowa.

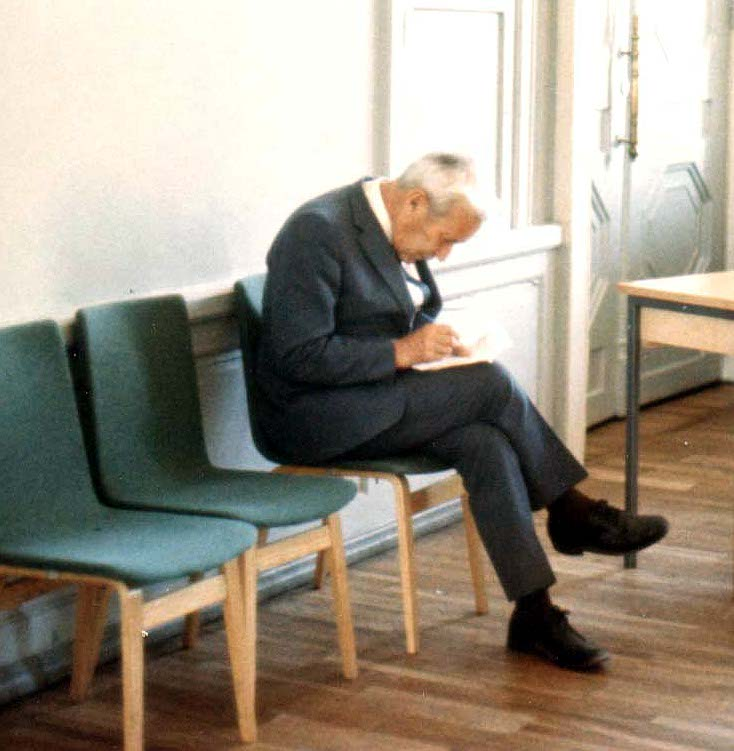
Kolmogorow vor einer seiner Reden zu einer Tagung in Tallinn

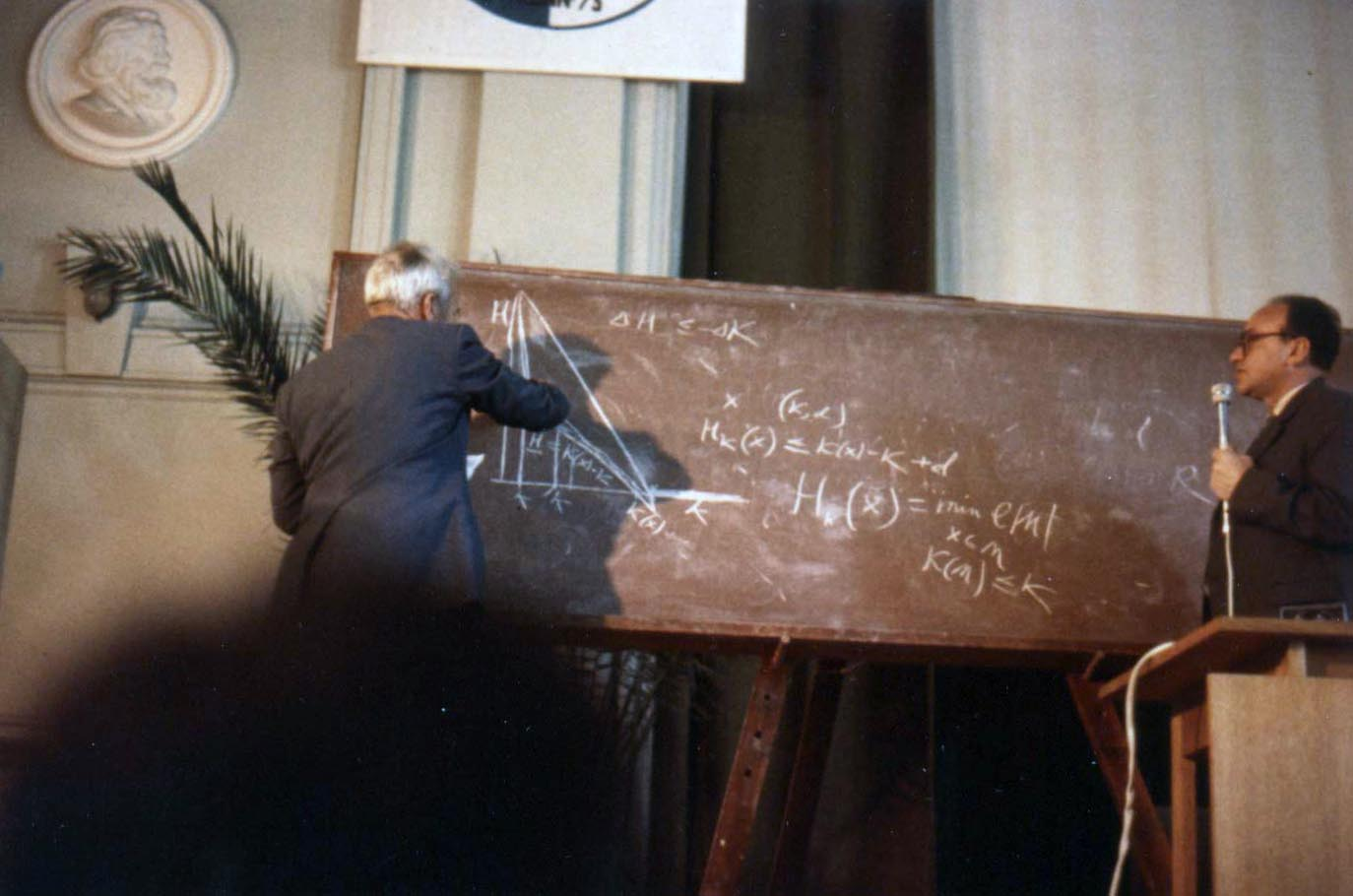
Kolmogorow führt seinen Vortrag an der Tafel aus. Rechts Akiwa Jaglom

Ende der 1930er Jahre begann er, sich für Turbulenz zu interessieren, und wurde der Leiter des Labors für Atmosphärische Turbulenz am Institut für Geophysik der Akademie der Wissenschaften, an dem er bis 1949 arbeitete. 1941 veröffentlichte er zwei wichtige Artikel zur homogenen Turbulenz von Flüssigkeiten. Im Zweiten Weltkrieg war er zeitweilig mit der Universität nach Kasan evakuiert und leistete wichtige wissenschaftliche Arbeiten zu den Kriegsanstrengungen (Ballistik, statistische Theorie der Qualitätskontrolle). Im Gegensatz zu anderen hochrangigen sowjetischen Mathematikern gelang es ihm aber, nach dem Krieg der Einbindung in militärische Forschung zu entgehen.
1953/54 beschrieb er die KAM-Theorie dynamischer Systeme, angekündigt auf dem ICM 1954 in Amsterdam, wo Kolmogorow einen Plenarvortrag hielt (Allgemeine Theorie dynamischer Systeme und klassische Mechanik) und weiterentwickelt von Kolmogorows Schüler Wladimir Arnold. 1957 löste er eine schon von Hilbert genannte Verallgemeinerung von Hilberts 13. Problem.
1951 bis 1953 war er erneut Direktor des Instituts für Mathematik und Mechanik, und 1954 bis 1956 und ab 1978 war er Dekan der mathematischen Sektion der Mechmat-Fakultät (Mathematik und Mechanik) an der Lomonossow-Universität. 1954 war er zwei Monate Gastprofessor an der Humboldt-Universität in Berlin und im Frühjahr 1958 Gastprofessor in Paris. 1960 gründete er das Labor für Wahrscheinlichkeitstheorie und Statistik an der Lomonossow-Universität, war dessen Berater und 1966 bis 1976 dessen Leiter. 1970 und 1971/72 war er jeweils vier Monate auf dem Forschungsschiff Dmitri Mendeleev. 1970 bis 1980 hatte er den neugegründeten Lehrstuhl für Mathematische Statistik an der Lomonossow-Universität und ab 1980 den für Mathematische Logik.
Kolmogorow verteidigte in den 1950er Jahren die damals auch in der Sowjetunion aufblühende Kybernetik gegen Angriffe von offizieller Seite, und er verteidigte die Klassische Genetik gegen Angriffe des Lyssenkoismus (zum Beispiel in einem Aufsatz von 1940 in den Doklady Akad. Nauk). Allerdings unterschrieben er und Alexandrow öffentliche Verurteilungen der Gegner von Lyssenko und später solche von Alexander Solschenizyn in einem Brief in der Prawda. Loren Graham und Jean-Michel Kantor sehen darin eine Folge der Erpressbarkeit der beiden wegen ihrer homosexuellen Beziehung. Kolmogorow äußerte am Ende seines Lebens, er habe zeitlebens in ständiger Angst vor dem Geheimdienst gelebt. Auch das Verhalten in der Lusin-Affäre ist nach Graham und Kantor teilweise auf diese Erpressbarkeit zurückzuführen, obwohl hier auch persönliche Motive eine Rolle spielten. Kolmogorow selbst war nie Mitglied der Kommunistischen Partei.
Von ihm stammen rund 500 wissenschaftliche Aufsätze.
Neben seiner wissenschaftlichen Arbeit engagierte Kolmogorow sich sehr für die Förderung begabter Kinder; so eröffnete unter seiner Initiative an der Moskauer Universität ein Internat mit den Schwerpunkten Mathematik und Physik (die Spezialschule für Mathematik Nr. 18, auch Kolmogorow-Schule genannt), an der er selbst lange Jahre unterrichtete (nicht nur Mathematik, sondern auch Vorlesungen in Kunst, Literatur und Musik). Kolmogorow war seit den 1930er Jahren an Mathematikpädagogik in Schulen interessiert und organisierte mit Alexandrow 1935 Wettbewerbe für begabte Schüler in Mathematik, die Vorläufer der Mathematikolympiaden. 1964 wurde er Leiter der sowjetischen Kommission für die Mathematik-Curricula an Schulen der Akademie der Wissenschaften und der Akademie der Erziehungswissenschaften. Er war selbst an der Erstellung neuer Schulbücher beteiligt, wobei sein Buch über Algebra und Analysis für die 9.–10. Klasse in der Sowjetunion noch in den 1980er Jahren Bestand hatte, sein Geometriebuch für die 6.–10. Klasse aber heftig kritisiert wurde. Er setzte in den 1960er Jahren Spezialschulen für Mathematik und Physik für besonders begabte Schüler durch und erneuerte das Mathematik-Curriculum, wobei er in den 1970er Jahren ein Anhänger der Neuen Mathematik war, die damals auch im Westen in die Curricula vordrang. Das führte aber 1978 zu einem Konflikt mit seinen Akademie-Kollegen, der ihn schwer traf. Sergei Nowikow bezeichnete die Ansichten Kolmogorows zur Mathematikpädagogik als merkwürdig und beinahe psychotisch: Er versuchte, die Geometrie-Kurse abzuschaffen, sprach sich dafür aus, keine komplexen Zahlen an Gymnasien zu lehren und überall die Mengenlehre einzuführen – ähnlich der Bourbaki-Schule (und manchmal – so Kolmogorow – diese noch überbietend).
Zuletzt befasste er sich mit einer Neubegründung der Wahrscheinlichkeitsrechnung mit seiner algorithmischen Komplexitätstheorie. Er erkrankte zuletzt an der Parkinson-Krankheit und erblindete. Viele seiner ehemaligen Schüler kümmerten sich in seinen letzten Jahren um ihn. In seinen letzten zwei Lebensjahren konnte er weder sehen noch sprechen.
Kolmogorow hatte zahlreiche Schüler. Zu seinen Doktoranden zählen Wladimir Michailowitsch Alexejew, Wladimir Arnold, Grigori Isaakowitsch Barenblatt, Login Nikolajewitsch Bolschew, Roland Lwowitsch Dobruschin, Eugene Dynkin, Israel Gelfand, Alexander Alexejewitsch Borowkow, Boris Gnedenko, Akiwa Moissejewitsch Jaglom, Leonid Levin, Anatoli Iwanowitsch Malzew, Per Martin-Löf, Michail Dmitrijewitsch Millionschtschikow (Vizepräsident der Sowjetischen Akademie der Wissenschaften), Robert Adolfowitsch Minlos, Andrei Sergejewitsch Monin, Sergei Michailowitsch Nikolski, Alexander Michailowitsch Obuchow, Mark Semjonowitsch Pinsker, Juri Wassiljewitsch Prochorow, Wladimir Abramowitsch Rochlin, Juri Anatoljewitsch Rosanow, Waleri Wassiljewitsch Koslow, Albert Nikolajewitsch Schirjajew, Jakow Grigorjewitsch Sinai, Wladimir Michailowitsch Tichomirow, Wladimir Andrejewitsch Uspenski und Anatoli Georgijewitsch Wituschkin.

## Ehrungen und Mitgliedschaften
Im Jahr 1959 wurde er zum Mitglied der Leopoldina und der American Academy of Arts and Sciences gewählt. 1962 bekam er den Balzan-Preis für Mathematik und 1980 den Wolf-Preis. 1964 wurde er Mitglied der Royal Society of London, 1968 Mitglied der Französischen Akademie der Wissenschaften und er war Mitglied der National Academy of Sciences (1967), der American Philosophical Society (1961) und der rumänischen (1956), ungarischen, polnischen und niederländischen Akademie der Wissenschaften (1963). Er war Ehrendoktor in Paris (Sorbonne) 1955, Stockholm, Warschau und Budapest, Ehrenmitglied der Royal Statistical Society und des Indian Statistical Institute und der London Mathematical Society (1959). 1965 erhielt er mit seinem Schüler Wladimir Arnold für Arbeiten über klassische Mechanik den Lenin-Preis, 1941 erhielt er den Stalinpreis und den Staatspreis der UdSSR (mit Alexander Jakowlewitsch Chintschin für Arbeiten in Wahrscheinlichkeitstheorie), 1949 mit Boris Gnedenko den Chebyshev-Preis und 1987 den Lobatschewski-Preis. Er erhielt mehrfach den Leninorden und war Held der Sozialistischen Arbeit. 1953 wurde er Ehrenmitglied der Moskauer Mathematischen Gesellschaft und 1964 bis 1973 war er deren Präsident.
Er nahm am Internationalen Mathematikerkongress in Amsterdam 1954 teil, wo er seinen einflussreichen Plenarvortrag über Himmelsmechanik hielt, der auch der Abschlussvortrag des wissenschaftlichen Programms war. Er nahm am ICM 1962 in Stockholm, 1966 in Moskau und 1970 in Nizza teil.
1946 bis 1954 und ab 1983 war er Chef-Herausgeber der Uspekhi Math. Nauk (Russian Mathematical Surveys).
2016 wurde ein Asteroid nach ihm benannt: (48410) Kolmogorov.
Der Airbus A320-200 mit der Registrierung VQ-BIV der Fluglinie Aeroflot trägt den Taufnamen A. Kolmogorov.
Seit 1994 wird von der Russischen Akademie der Wissenschaften für herausragende Leistungen auf dem Gebiet der Mathematik der Kolmogorow-Preis verliehen. Erster Preisträger war Albert Schirjajew.

## Schriften (Auswahl)
Er publizierte in den Sprachen Deutsch, Französisch und Italienisch mit der Namensschreibung Kolmogoroff. Die englische Namensschreibung ist  Kolmogorov.

### Als Autor

#### Bücher
- Grundbegriffe der Wahrscheinlichkeitsrechnung (= Ergebnisse der Mathematik und ihrer Grenzgebiete. Band 3). Springer, Berlin 1933.
  - Reprint: Grundbegriffe der Wahrscheinlichkeitsrechnung. Springer-Verlag, Berlin / Heidelberg / New York 1973, ISBN 978-3-642-49596-0, doi:10.1007/978-3-642-49888-6 (archive.org).
- mit Alexander Danilowitsch Alexandrow, Michail Alexejewitsch Lawrentjew: A general view of mathematics, 4 Bände, American Mathematical Society 1962, 1963
- mit Boris Gnedenko Grenzverteilung von Summen unabhängiger Zufallsgrößen, Akademie Verlag 1959 (englische Ausgabe: Limit distributions for sums of random variables, Addison-Wesley 1954, 1968)
- mit Sergei Wassiljewitsch Fomin: Introductory Real Analysis, Prentice-Hall 1970 (Aus dem Russischen übersetzt durch Richard A. Silverman)
- mit Sergei Wassiljewitsch Fomin: Reelle Funktionen und Funktionalanalysis (= Hochschulbücher für Mathematik. Bd. 78). Berlin, Deutscher Verlag der Wissenschaften 1975 (englische Ausgabe: Elements of the theory of functions and functional analysis, Dover 1999)
- Selected Works, 3 Bände Dordrecht, Kluwer 1991, 1992, 1993 (englische Ausgabe)
- Ausgewählte Werke (Izbrannye Trudy), Band 1 bis 4 (Band 4 in zwei Teilbänden), Moskau, Nauka 2005, 2007 (russische Ausgabe), Herausgeber Wladimir Michailowitsch Tichomirow, Albert Nikolajewitsch Schirjajew

#### Aufsätze
- Une série de Fourier-Lebesgue divergente presque partout. In: Fundamenta Mathematicae. Band 4, 1923, S. 32 ff. (französisch, edu.pl [PDF]).
- Mit Dmitri Jewgenjewitsch Menschow: Sur la convergence de fonctions orthogonales. In: Mathematische Zeitschrift. Band 26, 1927, S. 432 ff. (französisch, uni-goettingen.de).
- Über die Summen durch den Zufall bestimmter unabhängiger Größen. In: Mathematische Annalen. Band 99, 1928, S. 309 ff. (uni-goettingen.de).
- Über das Gesetz des iterierten Logarithmus. In: Mathematische Annalen. Band 101, 1929, S. 126 ff. (uni-goettingen.de).
- Bemerkungen zu meiner Arbeit „Über die Summen durch den Zufall bestimmter unabhängiger Größen“. In: Mathematische Annalen. Band 99, 1930, S. 484 ff. (uni-goettingen.de).
- Untersuchungen zum Integralbegriff. In: Mathematische Annalen. Band 103, 1930, S. 654 ff. (uni-goettingen.de).
- Zur topologisch-gruppentheoretischen Begründung der Geometrie. In: Nachrichten der Göttinger Akademie der Wissenschaften. 1930, S. 208 ff. (uni-goettingen.de).
- Über die analytischen Methoden in der Wahrscheinlichkeitstheorie. In: Mathematische Annalen. Band 104, 1931, S. 415 ff. (uni-goettingen.de).
- Über die Kompaktheit der Funktionenmengen bei der Konvergenz im Mittel. In: Nachrichten der Göttinger Akademie der Wissenschaften. 1931, S. 60 ff. (uni-goettingen.de).
- Zur Deutung der intuitionistischen Logik. In: Mathematische Zeitschrift. Band 35, 1932, S. 58 ff. (uni-goettingen.de).
- Beiträge zur Maßtheorie. In: Mathematische Annalen. Band 107, 1933, S. 351 ff. (uni-goettingen.de).
- Zur Theorie der stetigen zufälligen Prozesse. In: Mathematische Annalen. Band 108, 1933, S. 149 ff. (uni-goettingen.de).
- Sulla determinazione empirica di una legge di distribuzione. In: Giornale dell’Istituto italiano degli attuari. Band IV, Nr. 1, 1933, S. 83–91 (italienisch, sbn.it).[17]
- Zur Theorie der Markoffschen Ketten. In: Mathematische Annalen. Band 112, 1936, S. 155 ff. (uni-goettingen.de).
- Zur Umkehrbarkeit der statistischen Naturgesetze. In: Mathematische Annalen. Band 113, 1937, S. 766 ff. (uni-goettingen.de).
- Herbert Goering (Hrsg.): Sammelband zur Theorie der Turbulenz – Statistische Theorie der Turbulenz. Akademie-Verlag, Berlin 1958, DNB 454266529 (Mehrere Aufsätze aus dem Russischen übersetzt von Helmut Limberg).

### Als Herausgeber
- Mathematics of the 19. Century, 3 Bände, Birkhäuser 1992, 1998

### Als Übersetzer
- Kolmogorow übersetzte das Buch What is Mathematics? von Richard Courant und Herbert Robbins ins Russische.